# أحمد زبانة
أحمد زبانة (واسمه الحقيقي أحمد زهانة،) أحد أبرز مقاتلي وشهداء ثورة التحرير الجزائرية. وُلد عام 1926 في زهانة بولاية معسكر، على بعد 32 كيلومترًا من وهران. يُعد زبانة أول شهيد نُفذ عليه حكم الإعدام بالمقصلة في سجن سركاجي خلال الثورة التحريرية. نشأ وسط أسرة تتكون من تسعة أطفال، وكان هو الطفل التاسع.
كان لانضمام أحمد زبانة إلى الكشافة الإسلامية الجزائرية دورٌ كبير في تنمية شعوره الوطني، حيث ساهمت في غرس الروح الوطنية بداخله، خاصة مع ما كان يشهده من معاناة أبناء وطنه تحت القهر والظلم والاحتقار من الاستعمار الفرنسي. في عام 1941، انضم إلى صفوف الحركة الوطنية، حيث تطوع لنشر مبادئها وفضح جرائم الاستعمار. أثبت كفاءته في العمل الميداني، مما دفع المنظمة السرية (الجناح العسكري للحركة) إلى اختياره كعضو فاعل فيها. وتمكن من تأسيس خلايا للمنظمة في المناطق التي كان يشرف عليها، كما شارك في عملية البريد الشهيرة بوهران عام 1950.
ازداد نشاطه السياسي وتحركاته الميدانية بشكل لافت، مما أثار انتباه السلطات الاستعمارية. ألقي القبض عليه لاحقًا وحُكم عليه بالسجن ثلاث سنوات، مع النفي من مدينة وهران لمدة ثلاث سنوات أخرى، قضاها متنقلًا بين معسكر ومستغانم والقصر.

## دوره في التحضير للثورة
بعد حل اللجنة الثورية للوحدة والعمل في 5 يوليو 1954، عين زبانة من قبل العربي بن مهيدي مسؤولا على ناحية وهران وكلفه بالإعداد للثورة بما يلزمها من ذخيرة ورجال. وتجسيدا للأوامر التي أعطيت له كان اجتماع زهانة الذي جمعه بعبد المالك شعبان، وقد حددت مهام زبانة بعد هذا الاجتماع هيكلة الأفواج وتدريبها واختيار العناصر المناسبة وتحميلها مسؤولية قيادة الرجال وزيارة المواقع الإستراتيجية لاختيار الأماكن التي يمكن جعلها مراكز للثورة. وأفلح زبانة في تكوين أفواج كل من زهانة، وهران، عين تموشنت، حمام بوحجر، حاسي الغلة، شعبة اللحم، سيڨ. وكلف هذه الأفواج بجمع الاشتراكات لشراء الذخيرة والأسلحة. وأشرف بمعية عبد المالك رمضان على عمليات التدريب العسكري وكيفيات نصب الكمائن وشن الهجومات وصناعة القنابل. في الاجتماع الذي ترأسه العربي بن مهيدي بتاريخ 30 أكتوبر 1954 تم تحديد تاريخ اندلاع الثورة بالضبط وتحديد الأهداف التي يجب مهاجمتها ليلة أول نوفمبر.وفي 31 أكتوبر 1954، عقد زبانة اجتماع بأفواجه تم خلاله توزيع المهام وتحديد الأهداف وتحديد نقطة اللقاء بجبل القعدة.

## دوره في الثورة
بعد تنفيذ العمليات الهجومية على الأهداف الفرنسية المتفق عليها، اجتمع زبانة مع قادة وأعضاء الأفواج المكلفة بتنفيذ العمليات لتقييمها والتخطيط فيما يجب القيام به في المراحل المقبلة. ومن العمليات الناجحة التي قادها زبانة هي عملية لاماردو في 1 نوفمبر 1954 ومعركة غار بوجليدة في 11 نوفمبر 1954 التي وقع فيها أحمد زبانة أسيرا بعد أن أصيب برصاصتين، حيث نقل إلى المستشفى ثم إلى سجن وهران.

## استشهاده

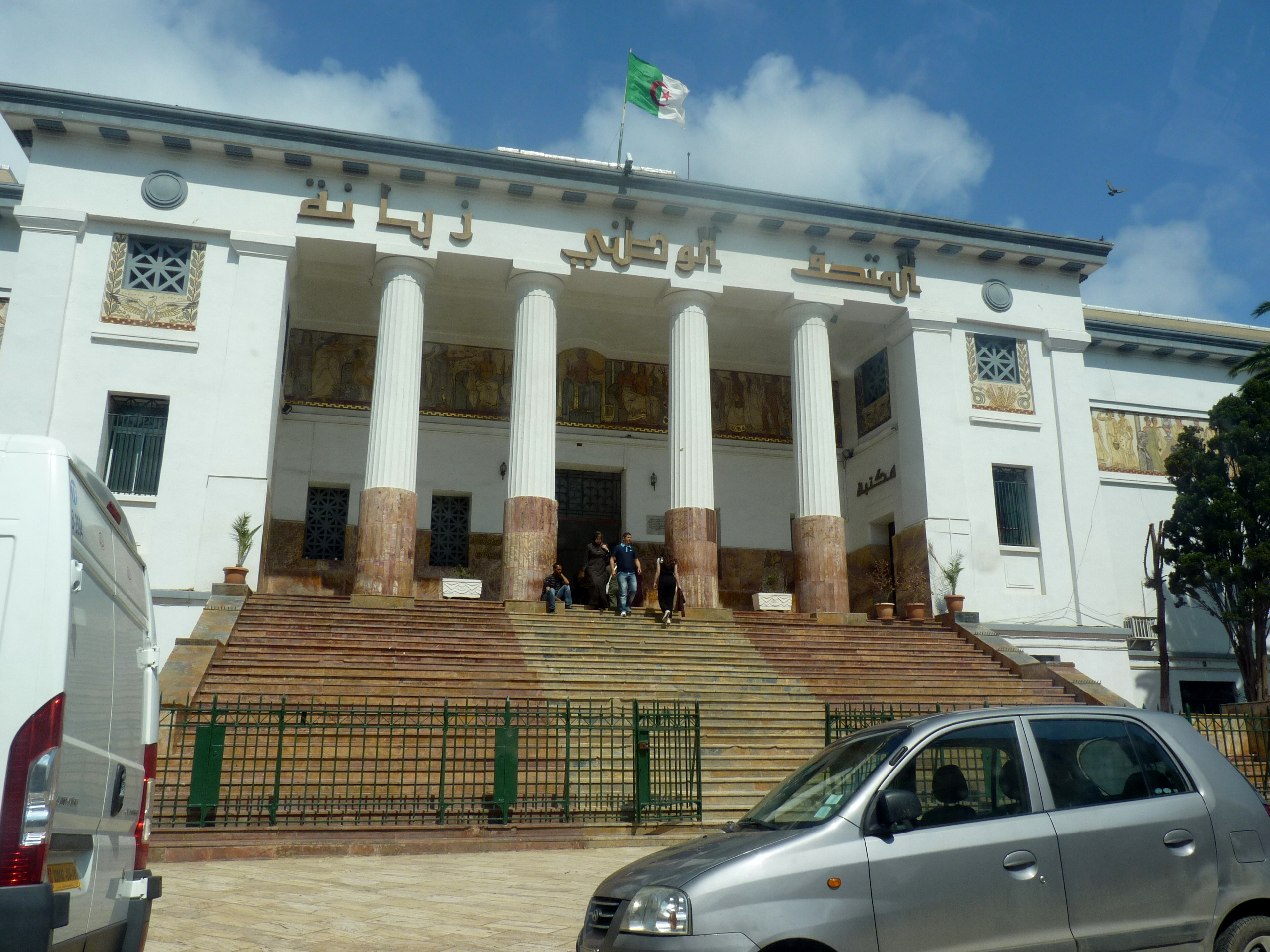
المتحف الوطني أحمد زبانة

نقل زبانة إلى المستشفى العسكري بوهران ومنه إلى السجن، وفي 21 أبريل 1955 قدم للمحكمة العسكرية بوهران فحكمت عليه بالإعدام. وفي 3 مايو 1955 نقل زبانة إلى سجن برباروس بالجزائر العاصمة وقدم للمرة الثانية للمحكمة لتثبيت الحكم السابق الصادر عن محكمة وهران، ومن سجن بربروس نقل زبانة إلى سجن سركاجي، وفي يوم 19 يونيو 1956 في حدود الساعة الرابعة صباحا أخذ زبانة من زنزانته وسيق نحو المقصلة وهو يردد بصوتٍ عالٍ «إنني مبتهجٌ بأن أكون أول من يصعد إلى المقصلة، فبنا أو بدوننا ستحيا الجزائر»، ثم كلف محاميه بتبليغ رسالته إلى أمه. وكان لهذه العملية صداها الواسع على المستوى الداخلي والخارجي، فعلى المستوى الخارجي أبرزت الصحف، صفحاتها الأولى صورة زبانة وتعاليق وافية حول حياته. أما داخليا فقد قام في اليوم الموالي أي 20 يونيو 1956 جماعة من المجاهدين بناحية الغرب الجزائري بعمليات فدائية جريئة كان من نتائجها قتل سبعة وأربعين عميلا وإعدام سجينين فرنسين.

## تراثه
تم إطلاق اسم أحمد زبانة على متحف أحمد زبانة وملعب أحمد زبانة بمدينة وهران وثانوية أحمد زبانة بالعاصمة الجزائرية بحسين داي إحياءاً لذكراه.